# شوستر ۲۰۱۸
سیارک ۲۰۱۸ (به انگلیسی: 2018 Schuster، نامگذاری:1931UC) دو هزار و هجدهمین سیارک کشف شده‌است که در ۱۷ اکتبر ۱۹۳۱ و در هایدلبرگ کشف شد.
قدر مطلق سیارک برابر ۱۴٫۵۰ است.